# Парра, Дерек
Дерек Парра (англ. Derek Parra, род. 15 марта 1970, Сан-Бернардино, США) — американский конькобежец, олимпийский чемпион 2002 года, чемпион североамериканских игр и Океании, призёр чемпионатов мира.

## Биография
Парра начал заниматься бегом на роликах в 1984 году, дважды становился чемпионом мира в роликобежном спорте.
В 1996 году перешёл в конькобежный спорт, чтобы принять участие в Олимпийских играх, поскольку бег на роликах не входит в программу Олимпиад.
В 2001 году завоевал серебряную медаль чемпионата мира на дистанции 1500 метров.
На Олимпийских играх 2002 года в Солт-Лейк-Сити стал Олимпийским чемпионом на дистанции 1500 метров, победив с рекордом мира. Стал вторым на дистанции 5000 м.
В том же 2002 году стал третьим на чемпионате мира по классическому многоборью.
На Олимпийских играх 2006 года в Турине отобрался на дистанцию 5000 м, где занял 19-е место, стал 6-м в командной гонке. После Олимпиады завершил спортивную карьеру и стал тренером.